# Sebastian Pfeifer
Sebastian Pfeifer (* 6. November 1898 in Schimborn, Unterfranken; † 14. März 1982 in Frankfurt am Main) war ein deutscher Ornithologe.

## Leben
1912 übersiedelte Pfeifer nach Fechenheim am Main, wo er ab 1920 eine Anstellung als Industriekaufmann bei den Cassella-Werken erhielt. Von 1925 bis 1945 war er dort in der Patentabteilung tätig. Er war 1924 Mitgründer der Vogelkundlichen Beobachtungsstation Untermain und 1937 der Vogelschutzwarte Frankfurt. 1944 wurde er zum Direktor und wissenschaftlichen Leiter dieser Staatlichen Vogelschutzwarte für Hessen, Rheinland-Pfalz und Saarland berufen. Nach dem Kriege betrieb er ab 1945 den Wiederaufbau. Ab 1952 leitete er einen Großversuch zur Steigerung der Siedlungsdichte von frei- oder höhlenbrütenden Vogelarten zur Biologischen Schädlingsbekämpfung, bei dem er von dem Naturwissenschaftler Werner Keil unterstützt wurde. 1954 gründete er die Internationale Union für angewandte Ornithologie.  Nach seiner Pensionierung 1964 wurde Pfeifer 1966 (bis 1969) zum Präsidenten des Deutschen Bundes für Vogelschutz ernannt, der nun seinen Sitz von Giengen nach Frankfurt verlegte. Sein Nachfolger an der Vogelschutzwarte wurde Werner Keil. Neben den international beachteten Untersuchungen zur Steigerung der Siedlungsdichte von Vögeln, entwickelte Pfeifer auch Methoden zur Abwehr von Schäden durch Vögel mit Hilfe akustischer Maßnahmen, z. B. in Weinbergen. Außerdem  befasste er sich mit der Vermeidung von Unfällen durch Vogelflug im Bereich des Großflughafens Frankfurt Rhein-Main, der unter einer Route des Kranichzugs liegt.
Pfeifer war ein geschätzter Vortragender, seine Führungen in freier Natur waren sehr beliebt. Von ihm stammen insgesamt rund 300 Veröffentlichungen in Buchform oder in Fachzeitschriften und in der Presse.

## Ehrungen
- 1962: Große silberne Ehrenplakette des Hessischen Ministeriums für Landwirtschaft und Forsten[1]
- 1964: Ehrenplakette der Stadt Frankfurt am Main
- 1969: Bundesverdienstkreuz 1. Klasse
- Ehrenmitglied des Deutschen Tierschutzbundes und der Association Franc-Comtoise pour l’Étude et la Protection des Oiseaux

## Werke
- Die Vögel unserer Heimat, Frankfurt a. M. : Kramer, 1936;
- Die Rheininsel "Kühkopf", hrsg. v. S. P.,  Frankfurt a. M.: Eberling 1941; Faksimile d. 1. Aufl., Riedstadt : Forum, 2004;
- Taschenbuch der deutschen Vogelwelt, Frankfurt a. M.: Kramer, 1949; 3. Aufl. 1952;
- Die wirtschaftliche Bedeutung des Vogelschutzes und seine neuere Praxis (Vortrag), Frankfurt a. M. : Staatl. Vogelschutzwarte, 1952;
- Das Naturschutzgebiet Kühkopf-Knoblochsaue, hrsg. v. S. P., Bergen-Enkheim: Büchse, 1952; 4. Aufl. Frankfurt a. M.: Strobach, 1979; Faksimile d. 2. Aufl. 1952, Riedstadt: Forum 2004;
- zus. mit Kurt Ruppert: Versuche zur Steigerung der Siedlungsdichte höhlen- und buschbrütender Vogelarten, Würzburg-Versbach (in Kooperation mit Herbert Bruns), 1953; 2. Aufl. 1953;
- Experimentelle Untersuchungen und Freilandbeobachtungen zur Feststellung der Vertilgung des Kartoffelkäfers (leptinotarsa decemlineata Say) durch mitteleuropäische Vogelarten, Berlin: Parey, 1955;
- Ergebnisse zweier Versuche zur Steigerung der Siedlungsdichte der Vögel auf forstlicher Kleinfläche und benachbarter Großfläche, In: Biolog. Abhandlungen, 6, 1955;
- Taschenbuch für Vogelschutz, hrsg. v. S. P., Frankfurt: Limpert, 1957;
- Neue Erkenntnisse über die Bedeutung der Vögel im biologischen Forstschutz, Frankfurt a. M.: Heinrich, 1957;
- zus. m. Werner Keil: Versuche zur Steigerung der Siedlungsdichte höhlen- und freibrütender Vogelarten und ernährungsbiologische Untersuchungen an Nestlingen einiger Singvogelarten in einem Schadgebiet des Eichenwicklers (Tortrix viridana L.) im Osten von Frankfurt am Main, Hamburg: Verl. Biolog. Abhandlungen, 1958;
- Festschrift hrsg. anl. d. 25jährigen Jubiläums der Vogelschutzwarte für Hessen, Rheinland-Pfalz und Saarland – Institut für Angewandte Vogelkunde, hrsg. v. S. P., Frankfurt a. M.: Vogelschutzwarte, 1962;
- Vogelschutz gestern, heute und morgen, In: Jahresheft...des Deutschen Bundes für Vogelschutz, 1969;
- zus. m. H. u. G. Lambert: Die Vogelwelt der Natur- u. Landschaftsschutzgebiete u. deren Umgebung im Osten von Frankfurt am Main, Die Landschaft um Bergen-Enkheim, Stadt Bergen-Enkheim, 1970.